# Eucryphia wilkiei
Eucryphia wilkiei là một loài thực vật có hoa trong họ Cunoniaceae. Loài này được B.Hyland mô tả khoa học đầu tiên năm 1997.